# 조셉 C. 필립스
조지프 C. 필립스(Joseph C. Phillips, 1962년 1월 17일 ~ )는 미국의 배우, 텔레비전 배우이다.
덴버에서 태어났다.

## 출연 작품
- 디스패치 (2016년)
- 부기 타운 (2012년) - 치프 솔즈베리 역
- 더 이벤트 (2010년) - 세큐러티 가드 역
- 캐슬 1 (2009년)
- 배니쉬드 (2006년)
- 겟팅 플레이드 (2005년) - 로버트 밋첼슨 역
- 라스베가스 (2003년)
- 위드아웃 어 트레이스 1 (2002년)
- 더 디스트릭트 (2000년)
- 레츠 토크 어바웃 섹스 (1998년)
- 엄밀한 일 (1991, Strictly Business)
- 태양의 계절 (1989년)
- 코스비 가족 (1984년)
- 더 영 앤 더 레스트리스 (1973년)